# Wichí
El poble wichí, a vegades anomenats despectivament matacos, són una ètnia argentina de les províncies de Salta, Formosa i El Chaco (també hi ha algunes comunitats a Bolívia i Paraguai). Junt amb el grup dels chulupies (uns 1.200) i dels chorotes (uns 900) formen la família ètnica dels Mataco-Mataguayo. A començaments de segle xxi es calculava que hi havia 80.000 individus d'aquesta ètnia, mentre que, a començaments de la dècada del 2010, la població havia caigut fins a 55.734 membres.

Bandera del poble Wichí

Si bé utilitzen la wiphala com altres ètnies del nord-oest, la qual fou reconeguda com a bandera de les ètnies del Chaco per les autoritats argentines el maig del 2011, els wichí foren un dels primers pobles a adoptar bandera pròpia, que era vertical vermella i verda amb l'emblema de la nació al mig. El 2011 la Comissió Territorial del Poble Wichí va proposar una nova bandera que fou aprovada: està dividida en tres franges horitzontals, de les quals la central, que és vermella, és una tercera part d'ample que les altres; la inferior és blava, i la superior té un semicercle com a mig sol que la part en dues parts, a l'esquerra verda i a la dreta blava. Din el semicercle groc hi ha un arbre de tronc i branques de color marró i un floc verd a cada punta de branca; l'arbre desprèn unes arrels que baixen cap a la part inferior blava on hi ha un altre semicercle de color terra. El Consell de Caciques del Poble Wichí utilitza una bandera de proporció 1:2 verd oliva clar, amb la creu inca al centre i una franja de creus inques a la part superior (sense tocar a l'extrem) i a la inferior; totes les creus són de color oliva més fosc i totes les creus tenen buit el centre que és del color de fons de la bandera; porta una doble inscripció a dreta i esquerra, emmirallada i posada per ser llegida en posició vertical, i que diu "Nacion Wichí" (en majúscules) en lletres negres.